# جشنواره بین‌المللی فیلم آدانا
جشنواره بین‌المللی فیلم آدانا که با نام غوزه طلایی نیز شناخته می‌شود، یک جشنواره بین‌المللی فیلم است که هر ساله در ماه ژوئن در شهر آدانای ترکیه برگزار می‌شود.
این جشنواره از سال ۱۹۹۸ تا ۲۰۰۵ به دلیل زمین‌لرزه ۱۹۹۸ آدانا-جیحان، زمین‌لرزه ۱۹۹۹ ازمیت و همچنین یک سری مسائل اقتصادی برگزار نشد.
از سرشناس‌ترین چهره‌هایی که تا کنون برنده جایزه بهترین فیلم در این جشنواره شده‌اند، می‌توان از ییلماز گونی و لیره ترک نام برد.